# Jan Van den Broeck
Pour les articles homonymes, voir Vandenbroek.
Jan Van den Broeck (né le 11 mars 1989 à Termonde) est un athlète belge, spécialiste du 800 mètres.

## Biographie
Militaire de carrière à Termonde, Jan Van den Broeck se distingue sur la scène nationale en 2010 en remportant le titre du 800 m des Championnats de Belgique dans le temps de 1 min 53 s 10. Il est éliminé dès le premier tour des Championnats d'Europe de Barcelone. Vainqueur de son premier titre national indoor en début d'année 2011, il porte son record personnel en plein air à 1 min 47 s 01 en avril à Herentals, et se classe par la suite septième des Championnats d'Europe espoirs d'Ostrava.
En mars 2012, il atteint la finale des Championnats du monde en salle d'Istanbul et se classe cinquième de la course en 1 min 50 s 83,. 

### Palmarès
| Date | Compétition                    | Lieu     | Résultat | Épreuve |
| ---- | ------------------------------ | -------- | -------- | ------- |
| 2011 | Championnats d'Europe espoirs  | Ostrava  | 7e       | 800 m   |
| 2012 | Championnats du monde en salle | Istanbul | 5e       | 800 m   |

### Records
| Épreuve | Épreuve      | Performance   | Lieu           | Date            |
| ------- | ------------ | ------------- | -------------- | --------------- |
| 800 m   | En plein air | 1 min 46 s 16 | Heusden-Zolder | 19 juillet 2014 |
| 800 m   | En salle     | 1 min 47 s 19 | Gand           | 7 janvier 2012  |